# Jan Baptist David
Pour les articles homonymes, voir David.
Jean Baptiste David (en néerlandais : Jan Baptist David), né le 25 janvier 1801 à Lierre et décédé le 24 mars 1866 à Lierre, est un chanoine, historien, philologue, homme de lettres, professeur à l'Université catholique de Louvain et chef de file du mouvement flamand.

## Biographie
Dans ses jeunes années, il travailla à Anvers comme aide-pharmacien.  C'est Jean-François Willems, père du mouvement flamand, qui lui insuffla l'amour de la langue maternelle.
À dix-neuf ans, il suivit une formation sacerdotale au séminaire de Malines.  Il chanta sa première messe dans la principale église de sa ville natale lors de son ordination sacerdotale, le 23 août 1823.  Par la suite, il devint enseignant à l'Athénée royal d'Anvers.  Peu après, le petit séminaire de Malines l'engagea comme professeur.  En 1831, il obtint le poste de directeur du collège Pitzemburg à Malines, qu'il conservera jusqu'en 1836.  C'est dans la même ville qu'en 1833, il lui fut accordé la dignité de chanoine honoraire à l'église principale.
Dès 1834, il occupa la chaire d'histoire patriotique à l'Université catholique de Louvain.  Il s'y mit à promouvoir la littérature flamande d'expression néerlandaise.  En 1836, il fonda, en collaboration avec Jean-François Willems, une société pour la promotion de la langue et de la littérature néerlandaises : la Maetschappy ter Bevordering der Nederduitsche Tael- en Letterkunde.
En 1836, le gouvernement organisa, par arrêté royal, un concours visant à couronner un traité sur les problèmes d'orthographe et de flexion de la langue néerlandaise, y compris la désignation des moyens les plus appropriés pour parvenir à l'unanimité.  David, Willems, Ledeganck, d'Hulster, de Smet, Verspreeuwen et Bormans furent nommés membres de la commission chargée de juger les douze réponses reçues à la suite de l'annonce du concours.  En août 1839, la commission rendit son avis.  Rien ne lui semblait suffisamment méritoire.
Lorsque éclata la querelle sur l'emploi de l'orthographe, après que des tentatives pour arriver à l'unité orthographique avaient échoué, David fonda le magazine De Middelaer, dont le premier fascicule parut à Louvain, le 1er janvier 1840, et qui continua à exister jusqu'en 1843.  Les attaques violentes contre la commission, accusée d'hérésie et d'orangisme, et la solide défense de celle-ci occupèrent pendant tout un temps non seulement la presse flamande mais également celle de la Wallonie.  Si Willems porta des coups redoutables aux ennemis de l'orthographe améliorée dans sa publication Belgisch Museum (Musée belge), paraissant sous les auspices de la société pour la promotion de la langue et de la littérature néerlandaise, David fonda le journal précité dans le but d'appuyer le point de vue de la commission.  Il y défendit, entre autres, l'uniformité grammaticale.  En fin de compte, c'est à David et ses compagnons d'armes que l'on doit l'unité orthographique au nord et au sud des Pays-Bas.
De 1840 à 1866, il fut président d'une société d'étudiants catholiques flamands : Met Tijd en Vlijt (Par le temps et par l'assiduité).  Il fut l'un des professeurs de Johannes Nolet de Brauwere van Steeland (1815-1888), futur académicien néerlandais, membre associé de l'Académie royale de Belgique, Classe des Lettres et des Sciences morales et politiques.
En 1841, et encore en 1850, il fut élu président des congrès linguistiques et littéraires (Taal- en Letterkundige Kongressen), qui ont parfois été considérées comme les premiers pas du mouvement flamand.
En 1856, David fut nommé membre de la Commission des griefs linguistiques (Commissie der Taalgrieven) et, en 1864, de la Commission de l'orthographe (Spelling-commissie) qui fit accepter l'unité linguistique au sud et au nord des Pays-Bas (c'est-à-dire, en Flandre et au Royaume des Pays-Bas).  Il collabora également au Grand Dictionnaire de la langue néerlandaise (Groot Woordenboek der Nederlandsche Taal) de De Vries et Te Winkel, initiative émanant des congrès linguistiques et littéraires précités.  La même année, à la suite de la décision de la Cour d'appel de Bruxelles sur Jacob Karsman, interdisant à l'avocat de l'accusé de plaider en néerlandais, et de la mercuriale non moins étrange et provocatrice du procureur général de Bavay, malgré sa santé déjà ébranlée,  David monta à la tribune lors d'une réunion à Louvain afin de défendre les droits bafoués des Flamands.
Le Davidsfonds, qui porte le nom du chanoine, s'est engagé dans le développement culturel du peuple flamand et a sa propre maison d'édition.  Il a été créé à Louvain en 1875 à l'instar du Willemsfonds, qui existe déjà depuis 1851.

## Notoriété
Grâce à son style souple, on a compté David parmi les meilleurs prosateurs de son temps, avec Willems.
Heremans écrivait de lui :
« Lorsque l'on évalue David en sa qualité d'historien, il ne faut pas oublier qu'il était un prêtre catholique, et qu'il considérait les faits et les gens d'un point de vue catholique.  Il est un excellent styliste mais, dans son histoire patriotique, il rechercha trop l'effet facile et, au lieu de toucher à la tonalité populaire, souvent il tombe dans le vulgaire et l'ordinaire.  Comme philologue, il savait se maintenir à la hauteur de la science contemporaine, alors qu'en tant qu'esthéticien, il demeurait fidèle aux traditions classiques.  Comme prêtre, il était tolérant ; comme Flamand, il fut l'un des plus ardents et talentueux partisans des droits linguistiques de cette population néerlandophone de la Belgique qui saura toujours se rappeler son nom en souvenir reconnaissant. »
Après sa mort, des pierres commémoratives furent placées au cimetière de l'abbaye de Parc et au mur du presbytère de Wilsele (Louvain). À Lierre, il reçut une imposante statue sur les remparts, près de la rue d'Anvers.

## Œuvres
Outre son engagement pour le dictionnaire, il édita d'abord la Bible versifiée de Jacques van Maerlant avec commentaires (en quatre volumes, de 1858 à 1864), puis des œuvres de Jean de Ruisbroek (en cinq volumes de 1858 à 1868), mais aussi des œuvres contemporaines de Willem Bilderdijk (entre autres Geestenwareld, 1842 et Ziekte der Geleerden, 1848).
Comme historien, il écrivit plusieurs ouvrages mineurs, y compris une histoire de saint Albert de Louvain (Geschiedenis van St-Albertus van Leuven), en 1843, une de la ville et seigneurie de Malines (Geschiedenis van de stad en de heerlykheid van Mechelen), en 1854, et une histoire patriotique (De Vaderlandsche Historie en onze volumes, publiés de 1842 à 1866). Il traduisit également l’Imitatio Christi.
En 1897 parut l'album des fêtes de David à Lierre.

## Publications
- Eenige regelen over de Vlaemsche tael, Malines, 1823.
- De Nacht, Klinkdicht, De Wolf op zijn doodsbed, trois poèmes dans le Lierschen Almanak (almanach de Lierre), 1825.
- Historiën en parabelen van pater Bonaventura, Malines, 1828.
- Historie van het Oud en Nieuw Testament, met frontispice en landkaerten, Malines, 1830.
- Nederduitsche spraekkunst, eerste deel, spelling en vormleer, Malines, 1833.
- Nederduitsche spraekkunst, Woordvoeging en prosodie, Malines, 1835.
- Voorlezingen van nederduitsche dichtstukken, Malines, 1836.
- Voorlezing van nederduitsche prozastukken, Louvain, 1839.
- Nederduitsche spraekkunst voor middelbare scholen, 2 vol., Malines, 1839, (2e éd., Louvain, 1858).
- De Middelaer of Bydragen ter bevordering van tael, onderwys en letterkunde, Louvain, 1840-1843.
- Eenige woorden aen eenen waren Belg, over de tegenwoordige staetsomstandigheden, Louvain, 1841.
- Wie zullen wij kiezen? Brief van den boer van d'Eyermerkt van Antwerpen, aen alle boeren van Brabant en Vlaenderen, Anvers, 1841.
- Een woord van den boer van d'Eyermerkt over den volkstand en den adeldom, Anvers, 1841.
- Redevoering uitgesproken by de opening van het Taelcongres in de promotiezael van de Gentsche Hoogeschool 23 Oct. 1841, Gand, 1841.
- Verslag over den toestand des genootschaps Met Tyd en Vlyt, gedaen in zitting van 23 October 1842, Louvain, 1842.
- De Geestenwareld, gedicht van H. Bilderdijk, uitgegeven met inleidingen aenteekeningen, Louvain, 1842.
- De Geestenwareld en het waerachtig Goed, Gedicht van Mr. W. Bilderdijk, Uitgegeven met inleiding, analyse en aenteekeningen, Louvain, 1843.
- De Schoolen Letterbode, of bydragen ter bevordering van onderwys, letterkunde en geschiedenis, Saint-Trond, 1844.
- Geschiedenis van S. Albertus van Leuven, bisschop van Luik , Louvain, 1844, 2e éd., Anvers, 1845.
- Vier boeken van de navolging Christi van Thomas a Kempis, Malines, 1843, (7e éd., Louvain, 1865), une des éditions, destinée au peuple, fut publiée à Bruxelles en 1855 à 40 000 exemplaires en vente).
- Van Weenen naer Linz, Ischl en Salzburg, Amsterdam, 1846.
- Vaderlandsche historie :

de vijf eerste deelen, 1842-1855 ;
volume VI, Geschiedenis van Henegouw, 1857 ;
VII, Geschiedenis van Namen, 1858 ;
VIII, Geschiedenis van België onder de Bourgondische heerschappij, 1860 ;
IX, België onder Oostenrijksche heerschappij, 1861 ;
X et XI, België onder Spaansche heerschappij, 1864-1866, publié à Louvain.
- De Ziekte der Geleerden in zes zangen, Gedicht van Mr. W. Bilderdijk, uitgegeven met inleiding en aenteekeningen, Louvain, 1848.
- Stamtafel van hunne Kon. Hoogh. den Hertog van Brabant en den Graef van Vlaenderen, Louvain, 1852.
- Geschiedenis van de stad en heerlykheid Mechelen, Louvain, 1854.
- Het Roosje, gedicht, getoonzet door X. van Elewijck, Gand, 1855.
- Tael- en letterkundige aenmerkingen, Louvain, 1856.
- Van de beelden der heiligen en hunne gewone kenmerken, 3e éd., Bruges, 1857.
- Van Maerlants rymbybel, met voorrede, varianten van HS. aenteekeningen en glossarium op last van het gouvernement en in naem der Kon. Akad. van Wetenschappen, letteren en fraeye kunsten voor de eerste mael uitgegeven, 3 vol., Bruxelles, 1858-1859.
- Jan van Ruusbroec :

Dat boec van de twaelf Dogheden. Die Spieghel der ewigher salicheit, Gand, 1858 ;
Id. Dat boec van VII trappen en den graet van gheestelyke mannen. Dat boec van zeven sloten. Dat boec van den rike der ghelieven. Dat boec van de vier becoringen, Gand, 1861 ;
Id. Dat boec van den twaelf beghinnen, Gand, 1864 (les trois derniers, publiés par Vlaemsche Bibliophilen).
- Nederlandsche gedichten met taal- en letterkundige aanteekeningen, in naam en op last van het taal- en letterlievend studentengenootschap Met Tijd en Vlijt, édités par P. Willems, professeur de l'Université de Louvain, préface des éditeurs, Louvain, 1869.
- De Vriend der Belgische jeugd, of bloemlezing uit de vaderlandsche historie, Louvain, 1877.

David écrivit également une grammaire latine et plusieurs articles pour des magazines et des annales.

## Ressources